# Pleurota grisea
Pleurota grisea is een vlinder uit de familie sikkelmotten (Oecophoridae). De wetenschappelijke naam is voor het eerst geldig gepubliceerd in 1951 door Amsel.
De soort komt voor in Europa.